# Самусиевка
Самусиевка (укр. Самусіївка) — село, Ялинцовский сельский совет, Кременчугский район, Полтавская область, Украина. До 2004 года называлась Самусевка (укр. Самусівка).
Код КОАТУУ — 5322487010. Население по переписи 2001 года составляло 82 человека.

## Географическое положение
Село Самусиевка находится на левом берегу реки Днепр, выше по течению на расстоянии в 4 км расположена плотина Кременчугского водохранилища, ниже по течению на расстоянии в 1,5 км расположено село Кривуши.

## История
- Есть на карте 1826—1840 годов.[3]

- В 1911 году на хуторе Самусеевка жило 289 человек.[4]
- В 1862 году на хуторе владельческом Самусеевка было 17 дворов и жило 216 человек.[5]